# Гамилькар I
Гамилька́р I (погиб в 480 до н. э.) — царь Карфагена в начале V века до н. э. из рода Магонидов.

## Биография
Гамилькар был сыном Ганнона. Дедом же Гамилькара был Магон I, основатель династии Магонидов. Согласно Геродоту, Гамилькар был сыном гречанки из Сиракуз, и стал царём благодаря своей исключительной смелости.
Когда Гамилькар был суффетом (главным магистратом) Карфагена, он был поставлен во главе большой армии, которая в 480 году до н. э. в союзе с Териллием (изгнанным тираном Гимеры) и Анаксилаем (правителем Регия) вторглась в Сицилию с целью свержения правящего в Сиракузах Гелона. Возможно также, что Гамилькар был союзником персидского царя Ксеркса I и намеревался помочь тому в его войне с греками. Геродот пишет, что карфагеняне потерпели поражение от сицилийских греков в тот же самый день, что и персы в знаменитой битве при Саламине. Согласно Геродоту, Гамилькар бесследно исчез во время сражения, однако сами карфагеняне утверждали, что Гамилькар приносил жертвы за благоприятный исход битвы, но, увидев поражение войска и бегство своих солдат, бросился в огонь и так погиб.